# Площадь Абая (Алма-Ата)
Площадь Абая (каз. Абай алаңы) — городская площадь перед Дворцом Республики в Алма-Ате, Казахстан, названа в честь казахского поэта и просветителя Абая Кунанбаева (1845—1904). 

## Достопримечательности
На площади есть Дворец Республики, памятник Абаю Кунанбаеву, общественный сад и несколько фонтанов, покрытых гранитом. Вокруг площади построены гостиница «Казахстан», кинотеатр «Арман» и канатная дорога, соединяющая площадь с парком Кок-Тобе. Известно, что площадь Абая часто является местом для публичных собраний, церемоний и концертов.

## Памятник Абаю Кунанбаеву
В 1960 году к 115-летию со дня рождения Абая Кунанбаева посреди площади был размещен его памятник работы архитектора Хакимжана Наурызбаева. Памятник имеет высоту тринадцать метров.
Есть традиция у памятника читать стихи. Например, в июне 2014 года в рамках Международного литературного фестиваля со своими стихами выступали казахские, украинские и русские поэты.

## Дворец Республики
Дворец Республики был построен в 1970 году. Он является самым большим залом в городе Алма-Ата, и его часто используют как место для публичных собраний, церемоний, концертов и т.д.

## Кинотеатр «Арман»
Кинотеатр «Арман» — цифровой кинотеатр, построенный в 1968 году. Кинотеатр имеет четыре зала, внутренний двор и клуб.

## Канатная дорога
С площади Абая по канатной дороге можно доехать в парк на горе Кок-Тобе, открытый в 2006 году. В сентябре 2014 года гора была закрыта для строительства новой канатной дороги, реконструкции северной стороны горы и парка. В марте 2016 года строительство канатной дороги и восстановление парка было завершено.
По новой канатной дороге курсируют 17 кабинок, вместительность каждого 8 человек. Пропускная способность 750 человек в час. Протяженность новой канатной дороги 1620 метров, перепады высот между станциями 250 метров. Скорость движения может регулироваться от 0.5 до 6 м/сек.
В парке также было построено новое колесо обозрения.